# 九州歯科学会
九州歯科学会（きゅうしゅうしかがっかい、Kyushu Dental Society）は、九州歯科大学の学術外郭団体。

## 概要
1932年に設立される。会員数860名。会長は森本泰宏。

## 本部事務局
- 〒803-8580 福岡県北九州市小倉北区真鶴2-6-1 九州歯科大学内

## 学会誌
- 『九州齒科學會雜誌』年6回発刊 ISSN 0368-6833

## 加盟団体
- 日本歯学系学会協議会